# Kirche von Hamra (Gotland)

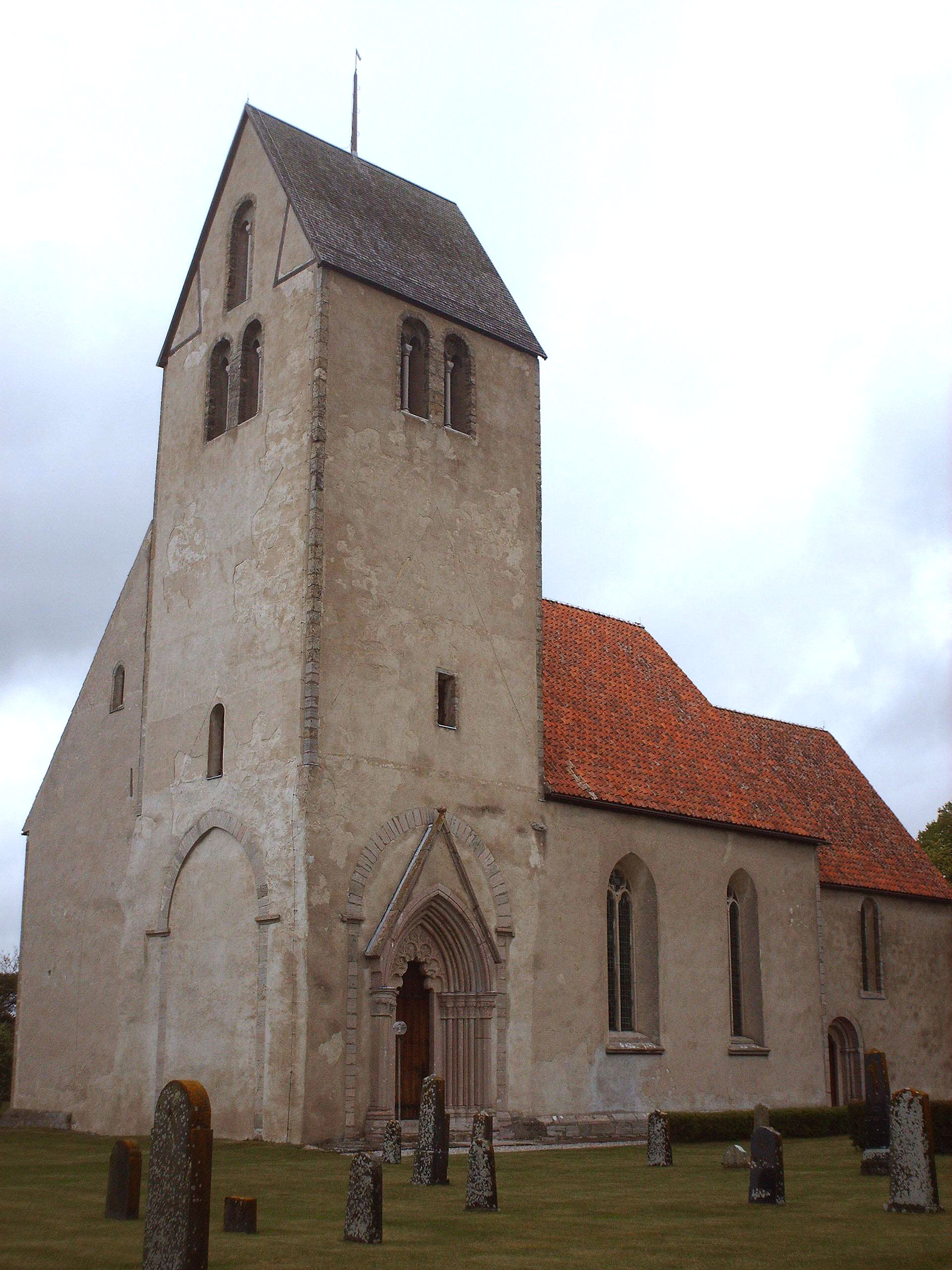
Kirche von Hamra

Die Kirche von Hamra (schwedisch Hamra kyrka) ist eine gotisch-romanische Landkirche auf schwedischen Insel Gotland.  Sie gehört zur Kirchengemeinde (schwed. församling) Hoburg im Bistum Visby. 

## Lage
Die Kirche liegt  74 km südlich von Visby, 29 km südlich von Hemse und 6,5 km südlich von Burgsvik im Sudre genannten Südteil der Insel.

## Kirchengebäude
Die Baugeschichte der Kirche wird von ihrem ungewöhnlichen äußeren Erscheinungsbild, mit dem asymmetrisch über der südwestlichen Ecke des Langhauses platzierten Turm angedeutet. Von der geplanten dreischiffigen Basilika wurde nur die Ostpartie mit dem Chor, dem Querschiff und dem Turm über der geplanten Kreuzmitte vollendet. Erhalten sind der Turm und größere Teile des nördlichen Querschiffarmes deren Bauzeit um die Mitte des 13. Jahrhunderts lag. Aus unbekannten Gründen wurde das geplante Langhaus nur in provisorischer Form ausgeführt. Der eigentliche Grundriss ist durch Steinplatten im Gras westlich der Kirche markiert. Stattdessen führte man am Beginn des 14. Jahrhunderts einen radikalen Umbau durch, wobei der Chor und der südliche Querschiffarm abgetragen wurden. 
Der Umbau erhielt den für Gotland typischen Grundriss mit zweischiffigem Langhaus und schmalerem, gerade abschließendem Chor. Im Chor fand man Fenstereinfassungen, das Portal und anderes wiederverwertetes Steinmaterial der älteren Kirche. In das Langhaus wurde ein neues, gotisches Portal mit reicher Blattornamentik, in die alte Bogenöffnung zwischen Mittelquadrat und dem abgebrochenen südlichem Querschiffarm eingesetzt. Im alten Chorquadrat, dem einzigen erhaltenen Gewölbe der älteren Kirche, kann man den Gegensatz zu den übrigen Gewölben feststellen. Das Fenster der Nordwand gehört ebenso wie das einfache spitzbogige Portal darunter zur ersten Kirche. In der Westwand sieht man einen größeren Gewölbebogen zum niemals gebauten Mittelschiff und hinter der Orgel den niedrigeren Bogen zum nördlichen Seitenschiff.

## Innenraum
Die Taufe vom Ende des 12. Jahrhunderts vom anonymen Meister Semi-Byzantios zeigt, um die Cuppa in Arkaden umlaufenden Reliefs, die Kindheitsgeschichte Jesu und den Hl. Michael. Die Farbe stammt aus dem 18. Jahrhundert. 
An der Nordwand erstreckt sich ein Passionsfries aus dem 15. Jahrhundert, beginnend mit dem Abendmahl und abschließend mit dem Pfingstwunder. Die Malereien im Gewölbe stammen vom Beginn des 18. Jahrhunderts. 
Der Altaraufsatz aus Sandstein in Form eines Tempelgiebels wurde 1792 hergestellt. Auf ihm befand sich früher die Darstellung eines Lammes mit Kreuzesfahne. 1953 wurde sie durch eine lange beiseite gestellte Kalvariengruppe von etwa 1280 ersetzt, deren Christusbild Ähnlichkeiten mit dem berühmten Kruzifix in der Kirche von Öja aufweist. Die Gruppe soll"ursprünglich im Triumphbogen der älteren Kirche auf einem Trabes platziert gewesen sein. 
Das heutige Triumphkreuz stammt, ebenso wie die Seitenfiguren, aus der Mitte oder zweiten Hälfte des 14. Jahrhunderts. Andere mittelalterliche Holzplastiken sind ein Hl. Georg (um 1400) über der Sakristeitür sowie Teile eines Flügelaltars mit der Krönung Mariens im Zentrum (ebenfalls um 1400) und ein Christus als Schmerzensmann (Mitte 15. Jahrhundert) auf dem großen Pfeiler. Auf einem Seitenaltar in der südöstlichen Ecke des Langhauses steht die Kanzel, eine hochklassige Renaissancearbeit aus unbemalter Eiche mit schwarzen Leisten. 
An der Kirche befinden sich die Runensteine G 11 bis G 20.

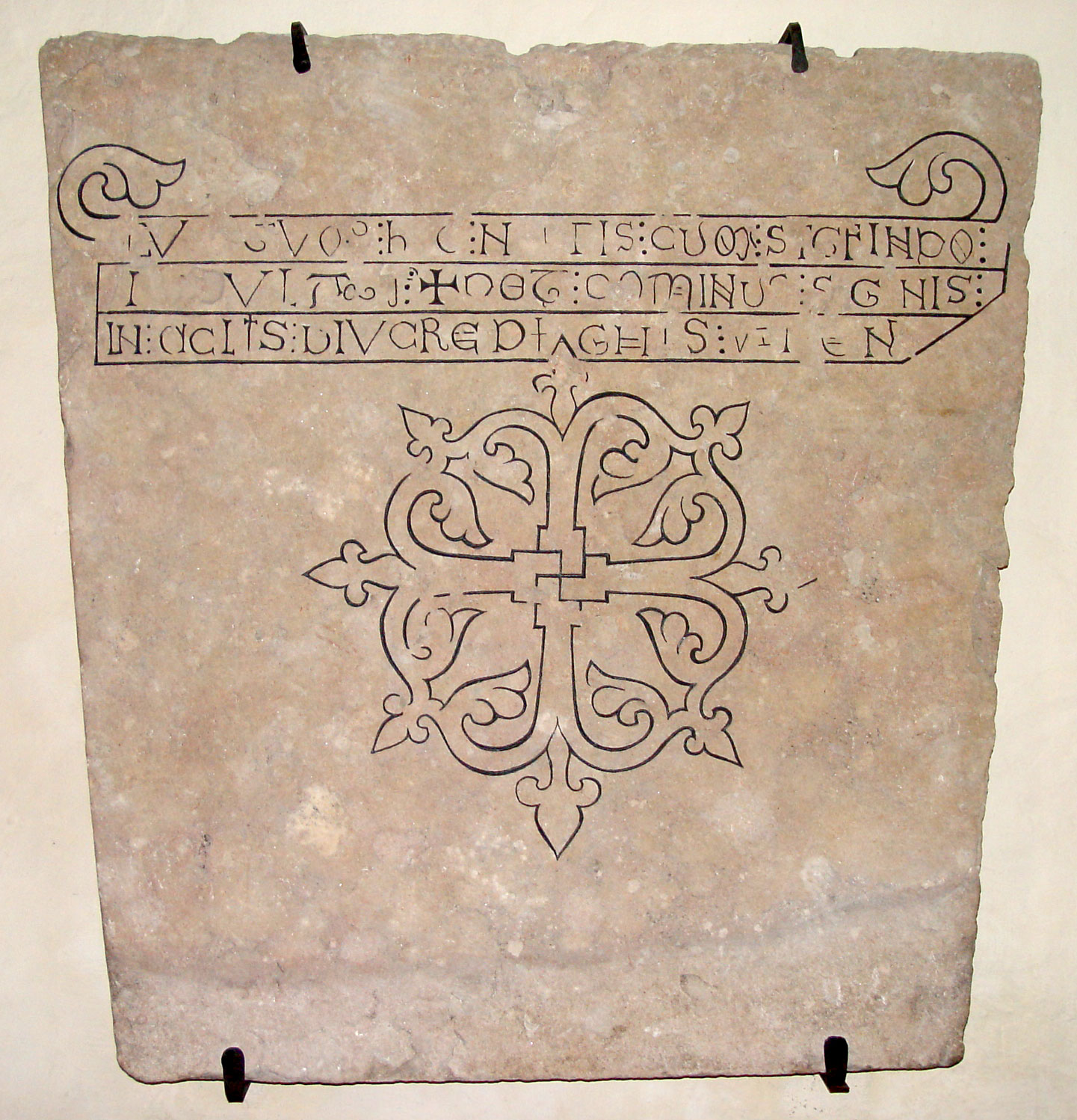
Bildstein von Hamra
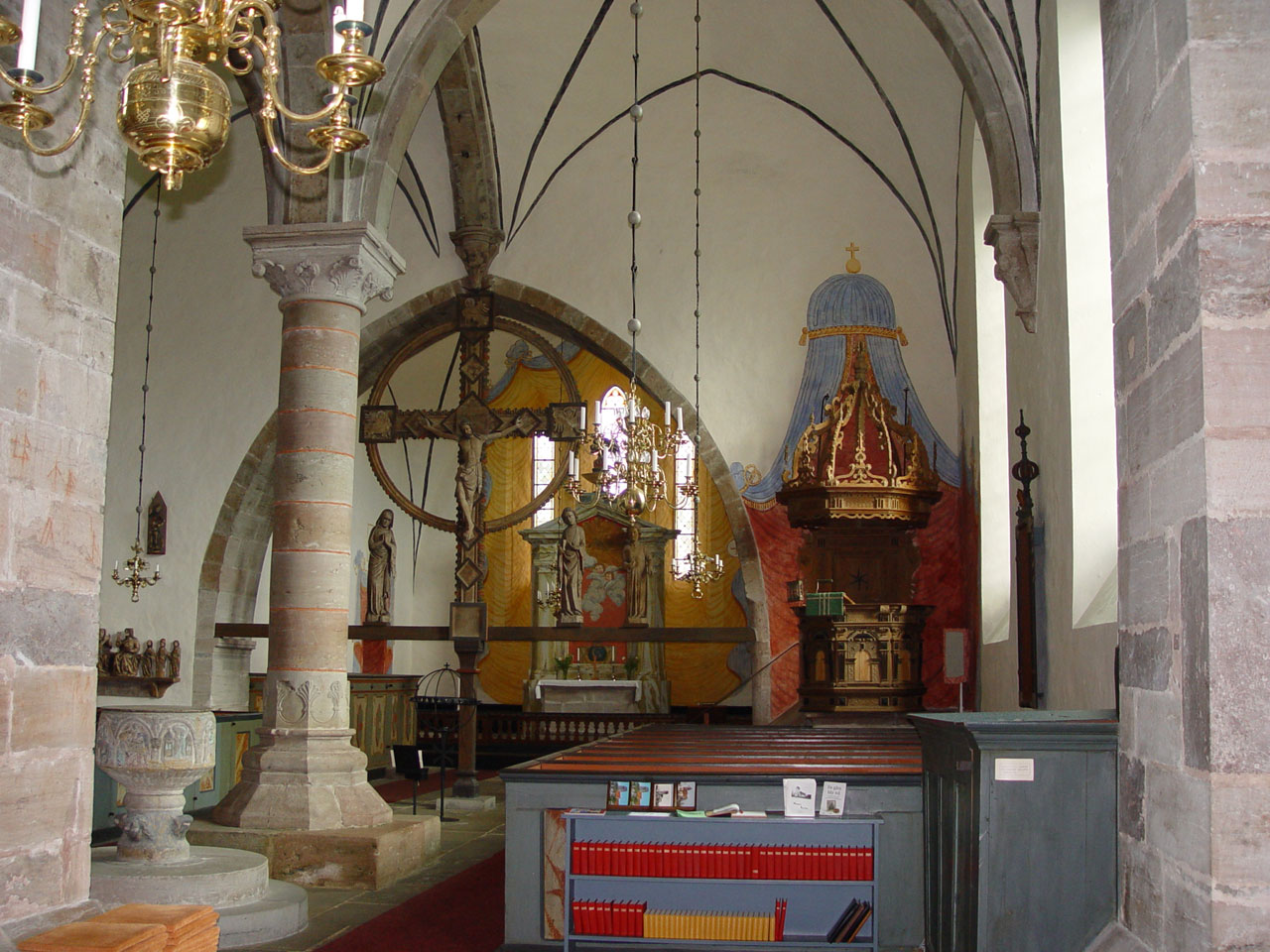
Triumphkreuz vom 13. Jahrhundert
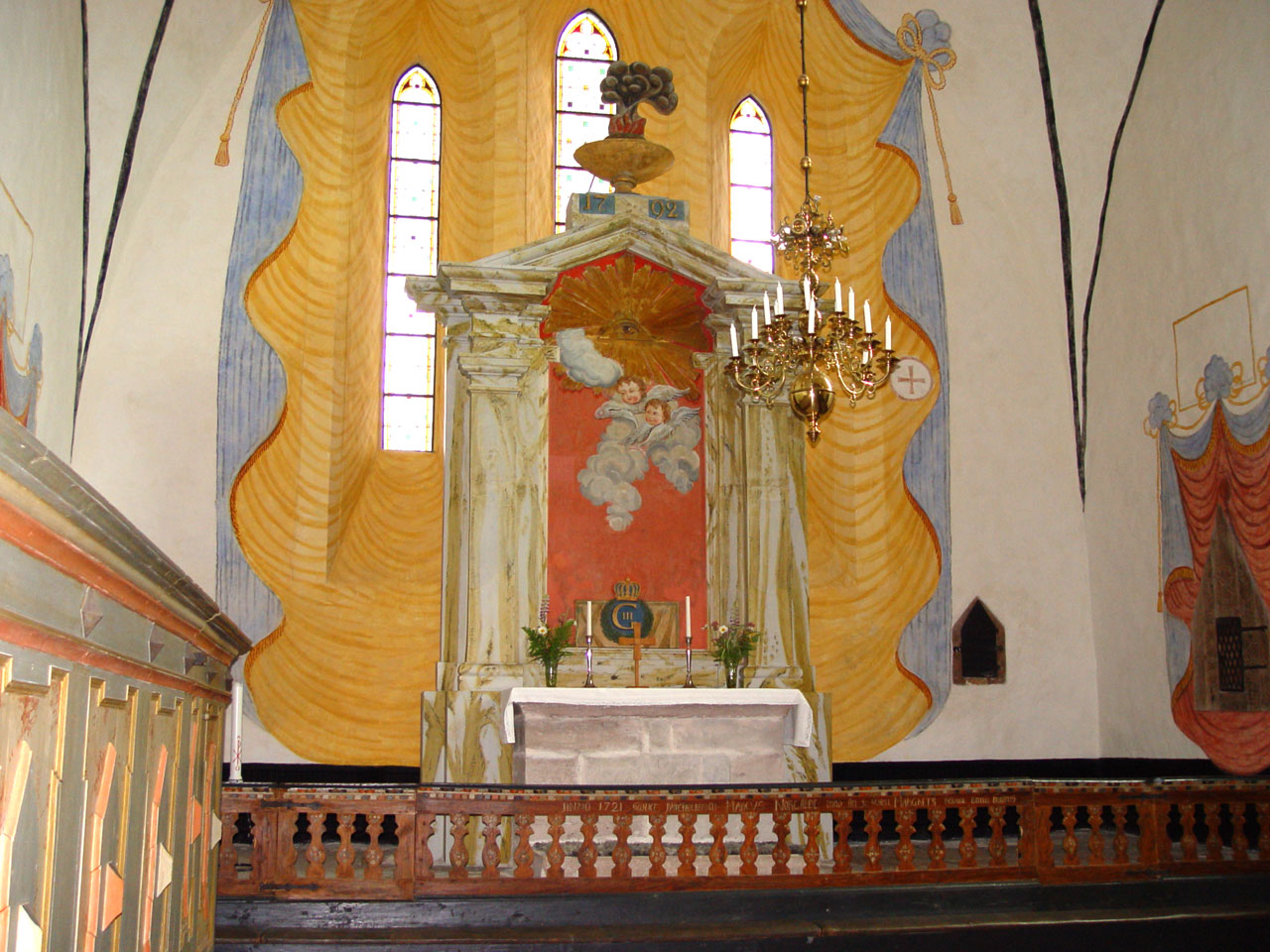
Altar
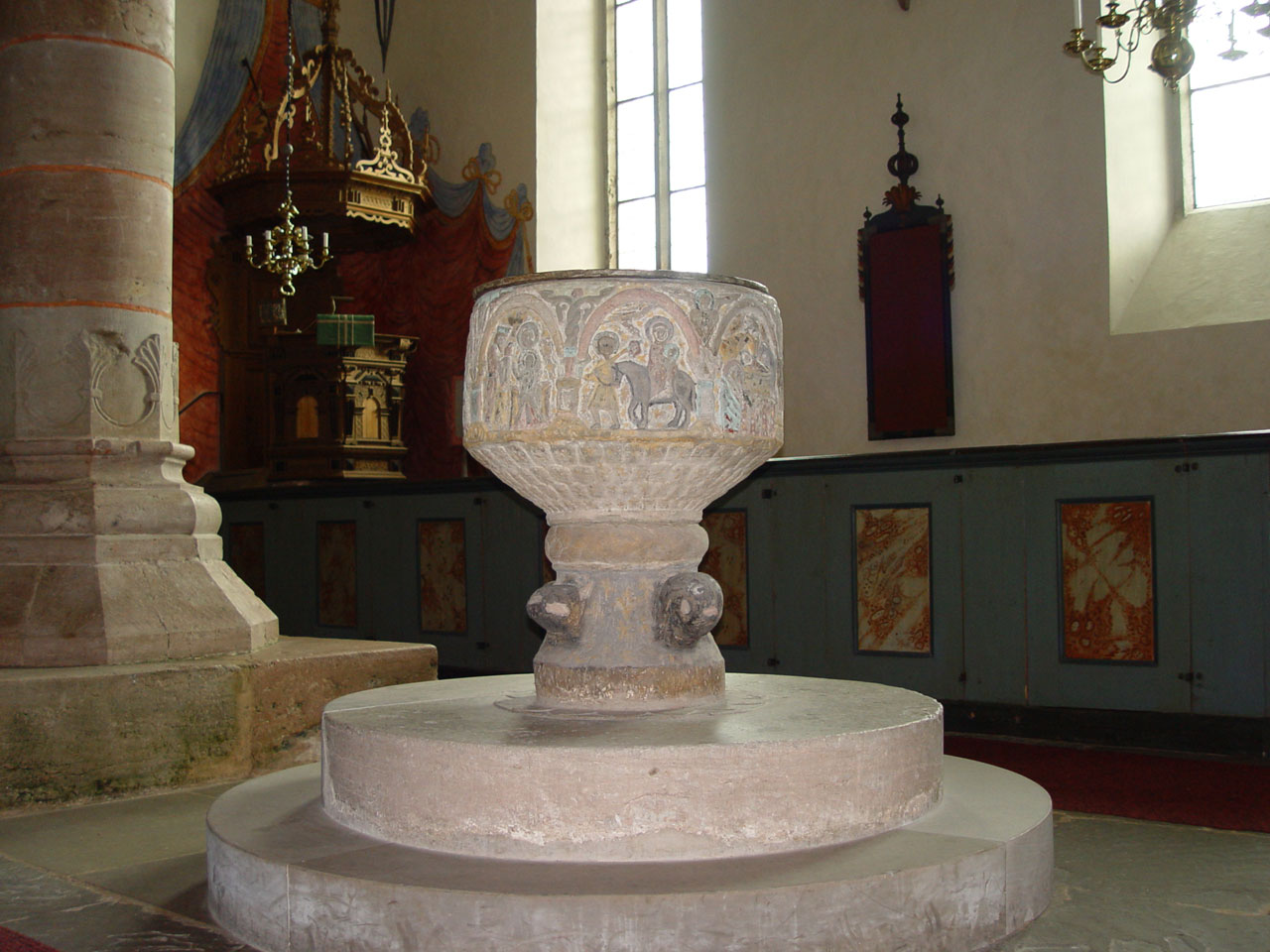
Taufstein des Semi-Byzantios aus dem 12. Jahrhundert
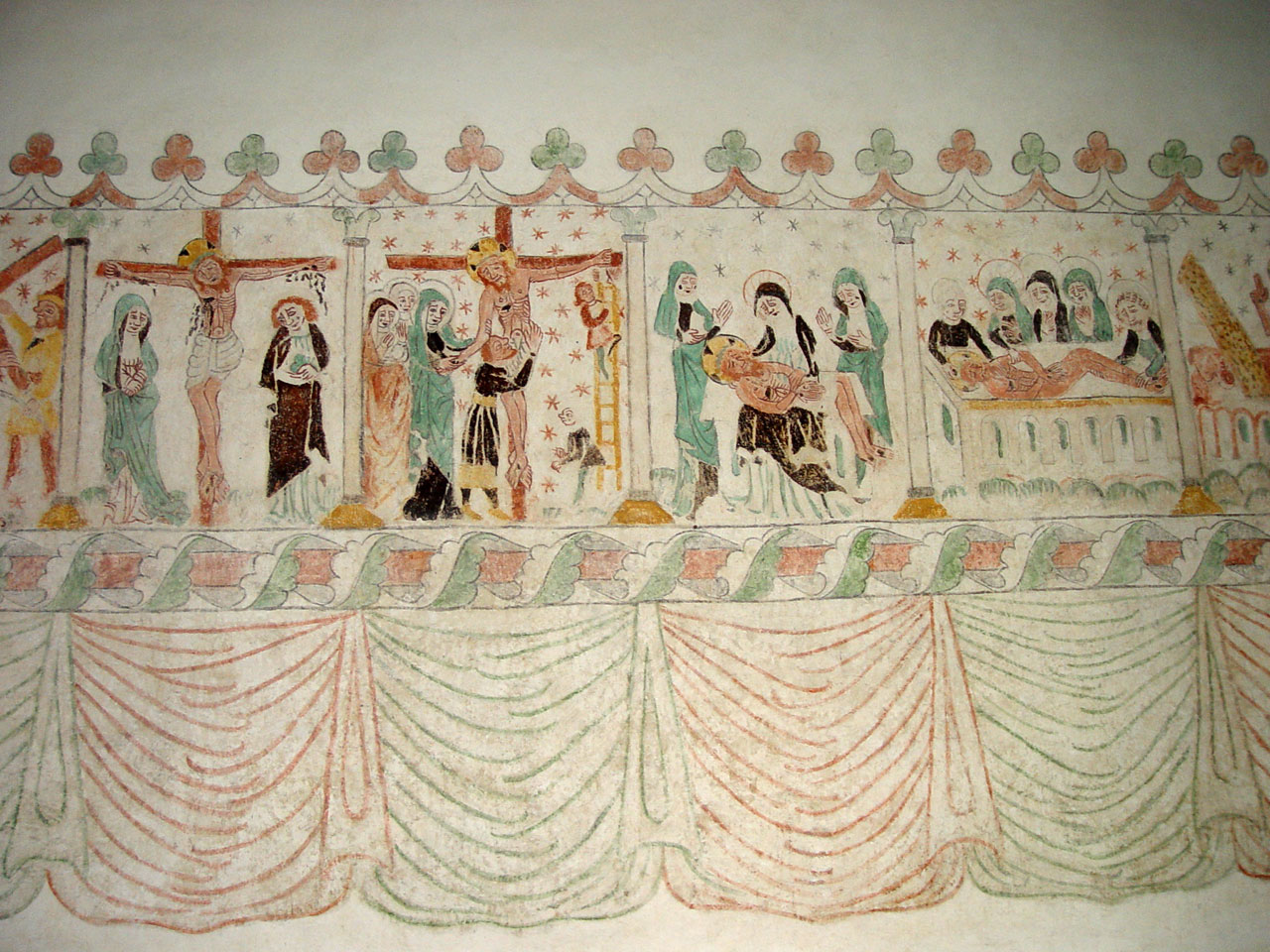
Passionsfries aus dem 15. Jahrhundert